# Polanskoje (obwód kurski)
Polanskoje (ros. Полянское) – wieś (ros. село, trb. sieło) w zachodniej Rosji, centrum administracyjne sielsowietu polanskiego w rejonie kurskim (obwód kurski).

## Geografia
Miejscowość położona jest nad Bolszają Kuricą (prawy dopływ Sejmu), 14 km na zachód od Kurska, 7 km od drogi magistralnej (federalnego znaczenia) M2 «Krym» (część trasy europejskiej E105).
We wsi znajdują się 252 posesje.
Klimat
Miejscowość, jak i cały rejon, znajduje się w strefie klimatu kontynentalnego z łagodnym ciepłym latem i równomiernie rozłożonymi opadami rocznymi (Dfb w klasyfikacji klimatów Köppena).
|                            | Sty  | Lut  | Mar  | Kwi  | Maj  | Cze  | Lip  | Sie  | Wrz | Paź  | Lis  | Gru  |
| -------------------------- | ---- | ---- | ---- | ---- | ---- | ---- | ---- | ---- | --- | ---- | ---- | ---- |
| Najwyższe temperatury (°C) | -4,3 | -3,3 | 2,5  | 12,8 | 19,2 | 22,5 | 25,2 | 24,4 | 18  | 10,4 | 3,2  | -1,3 |
| Najniższe temperatury (°C) | -8,9 | -8,9 | -5,2 | 2,5  | 8,9  | 12,8 | 15,7 | 14,7 | 9,6 | 3,8  | -1,4 | -5,5 |
| Opady (mm)                 | 51   | 45   | 47   | 50   | 62   | 71   | 73   | 55   | 59  | 59   | 47   | 49   |
| Ilość dni z opadami        | 8    | 8    | 8    | 7    | 8    | 9    | 9    | 6    | 7   | 7    | 7    | 9    |

## Demografia
W 2010 r. wieś zamieszkiwały 752 osoby.